# 笑ハンティング
笑ハンティング（しょうハンティング）は、かつて吉本興業札幌支社に所属していた日本のお笑いコンビ。1994年1月結成。2015年3月解散。2010年4月から東京吉本で活動していた。

## メンバー
- 中田 ゆうじ（本名:廣井 章人、1966年7月8日 - ）
ツッコミ担当、立ち位置は向かって左。
兵庫県洲本市出身。兵庫県立洲本実業高等学校卒業。AB型。
中田ボタンの弟子。かつては島田まさしと「まさし・裕士」、その後中田なおきと「中田尚希・裕士」というコンビで活動していた。
解散後は引退し東京で生活している。
- 宮本 たつみ（本名:宮本 龍見、1969年3月16日 - ） 
ボケ担当。立ち位置は向かって右。
大阪府東大阪市出身。大阪桐蔭高等学校、大阪産業大学出身。O型。
大阪NSC8期生。同期は千原兄弟、FUJIWARA、バッファロー吾郎など。かつては松岡秀次と「テイクオフ」というコンビで活動していた。
小学生時代のあだ名は「ミヤーン」。中学生時代は「たつみ」。比較的裕福な家庭の出だったため、中学時代に持参していた弁当は当時の中学生からは考えられない味噌汁が温かいまま入れられるタイプの物を持参していた。しかも中身は、昨晩の残り物の伊勢海老などが入っていた。
解散後は「龍見」の芸名で札幌吉本に復帰し、ローカルタレントとして活動。「TVhサマー競馬」「ガンキタ」などテレビ北海道の番組にレギュラー出演。
すすきのでライブバーを経営する[1]。

## 来歴
1994年に吉本興業札幌事務所（後の吉本興業札幌支社）設立にあたって、大阪から派遣されるかたちで札幌市に移住。以後北海道を拠点に活動を展開し、テレビ北海道や北海道テレビ放送でレギュラー番組を持っていた。2010年4月から東京吉本に移籍した。
北海道に舞台で見せる本格派漫才を知らしめた存在であり、ろう者も楽しめる手話漫才にも取り組んでいた。札幌吉本1期生であるタカアンドトシにとっては唯一の直接的な先輩であり「笑ハン兄さん」と慕い芸人のいろはを教わったという。また、布川ひろき（トム・ブラウン）も世話になった先輩として名前をあげている一方で、長谷川雅紀（錦鯉）は自身が組んでいたコンビ（まさまさきのり）を含めた若手勢にはそれほど関与して来なかったと当時の印象を振り返っている。
2015年2月15日に放送されたタカアンドトシがゲスト出演した回の「ウチくる!?」にて、同年3月をもって解散する事が発表された。

## 受賞歴
- 1990年 第11回今宮こどもえびす新人漫才コンクール 福笑い大賞（中田ゆうじのみ）

## 出演

### テレビ
- 味な店（テレビ北海道）
- 虎のバター（北海道文化放送）
- 激突!ニシン商店街（北海道文化放送）
- 笑ハンティングのアゲ曼陀羅（北海道文化放送）

### ラジオ
- 吉本ラジオ当番（北海道内コミュニティFM局）

### 舞台
- 笑道（北海道文化放送）※月一、MC担当

### CM
- ゴールドラッシュ　ケーエヌ三幸株式会社
- 札幌西タイヤセンター（ラジオCM）